# جمعية تحسين المحاصيل الزراعية العضوية
جمعية تحسين المحاصيل العضوية هي مؤسسة غير هادفة للربح يملكها أحد الأعضاء، وتوفر البحوث والتعليم وخدمات التصديق لمزارعي الزراعات العضوية، والمعالجات في جميع أنحاء العالم.  
هي مزرعة معتمدة وموثوقة ومعالجة ووسيطة للتجار ومجموعات المزارعين المحليين. وتعمل على تأسيس العلامات الخاصة لمختلف البرامج بالتنسيق في جمعية تحسين المحاصيل الزراعية العضوية.
كما أنها تمتلك مكتب تنسيق والمقر الرئيسى لها في لينكولن نبراسكا (جمعية تحسين المحاصيل الزراعية العضوية) للشؤون الإنسانية ومكاتب إقليمية في كندا والمكسيك ونيكاراجوا واليابان وغواتيمالا وبيرو والولايات المتحدة.
تم تأسيس الجمعية عام 1985، ولقد ولدت فكرة تأسيسها بالفعل في ولاية بنسلفانيا عام 1988 بالقرب من شيربروك، كيبيك وذلك من قبل مجموعة من المزارعين على غرار مبادرة «جمعيات تحسين المحاصيل» التي خرجت من حقبة الغبار السلطانية حيث بدأت هذه الجمعيات اجتماعاتها غير الرسمية حتى يتمكن المزارعون من مناقشة وطلب المشورة حول أراضيهم في عام 1970 مع تطور الحركة الزراعية العضوية، وقد تم تشكيل جمعيات تحسين المحاصيل «الزاعية لعضوية» (جمعية تحسين المحاصيل الزراعية العضوية) ولقد شجعت المزارعين على أن يتولوا مهمة الترويج لدى ذويهم للحصول على عضوية الجمعية لكى تكون مزارعهم وفقا للمعاير الدولية في عام 1985.
كمؤسسة دولية (جمعية تحسين المحاصيل الزراعية العضوية) لا يزال لديها نهج محلى مع المنظمة إلى حد كبير تتكون من «الفصول» المحلية. وكان في البداية أعضاء المنظمة في المقام الأول في كندا والولايات المتحدة حتى انضمت مجموعة من المزارعين البيروفيين للمنظمة في عام 1988.ولقد استمر التوسع في جميع أنحاء أمريكا اللاتينية إلى أن توصلت المؤسسة إلى تمثيلها من خلال أعضاء من جميع أنحاء العالم.